# Parablennius incognitus
Parablennius incognitus е вид бодлоперка от семейство Blenniidae. Видът не е застрашен от изчезване.

## Разпространение и местообитание
Разпространен е в Албания, Алжир, Гибралтар, Грузия, Гърция, Египет, Израел, Испания (Канарски острови), Италия, Кипър, Либия, Ливан, Малта, Мароко, Монако, Португалия (Мадейра), Русия, Сирия, Словения, Тунис, Турция, Украйна, Франция, Хърватия и Черна гора.
Обитава крайбрежията на океани и морета.

## Описание
На дължина достигат до 5,8 cm.